# 國立中興大學管理學院
國立中興大學管理學院（英語：College of Management ，National Chung Hsing University），前身為社會科學暨管理學院，是國立中興大學台中校本部為了因應國立中興大學法商學院改制併入國立臺北大學而設置。在2011年改名為管理學院，另外設置法政學院，於2018年11月26日取得AACSB的認證。在2014年QS學門排名中，會計與財經領域達前151-200名。興大管理學院亦是臺灣歐洲聯盟中心(EUTW七校聯盟:台大、政大、輔大、淡江、中興、中山、東華)、臺灣綜合大學系統(TCUS四校聯盟:中興、中正、成大、中山)、台灣EMBA商管聯盟(政大、台科大、清大、陽明交大、中央、中興、中正、成大、中山)成員之一。其中，透過臺灣綜合大學系統的成立，學生們可以到國立成功大學、國立中山大學及國立中正大學跨校修讀其他課程並承認學分。

## 創設沿革
校本部因應國立中興大學法商學院併入改制為國立臺北大學,為配合邁向完整綜合大學之中程校務發展計畫,2000年時向中研院李遠哲院長探詢「社會科學暨管理學院」創院院長人選，透過中研院經研所胡勝正所長推薦台灣大學國際企業系洪茂蔚教授。洪茂蔚教授於2000～2002年期間借調於中興大學擔任社會科學暨管理學院創設院長及財務金融學系 （页面存档备份，存于）創系系主任。
2012年經教育部核定「社會科學暨管理學院」更名為「管理學院」，另設立「法政學院」。

## 管理學院名譽博士
| 年度 | 姓名   | 經歷                         | 學位名稱           |
| ---- | ------ | ---------------------------- | ------------------ |
| 105  | 李登輝 | 第八任、第九任中華民國總統   | 名譽管理學博士學位 |
| 103  | 高希均 | 《天下》、《遠見》雜誌創辦人 | 名譽管理學博士學位 |

## 系所與研究單位
| 企業管理學系所   | 財務金融學系所       | 資訊管理學系所               | 行銷學系所                 | 會計學系所 |
| 科技管理研究所   | 運動與健康管理研究所 | 高階經理人碩士在職專班(EMBA) | 創新產業經營學士學位學程   |            |
| 產業發展研究中心 | 磐石產學研究中心     | 金融數據分析與科技研究中心   | 電子商務暨知識經濟研究中心 |            |

## 雙聯學位
▪ 美國加州大學河濱分校商學院 (UCR SoBA) 碩士預備學程 (MBPP)

▪ 美國加州大學河濱分校商學院 (UCR SoBA)碩士1+1&1+2學程

▪ 法國諾曼底管理學院 (EMN) 學士3+1學位學程

▪ 法國馬賽商學院 (KEDGE) 學士 2+2 學位學程

▪ 法國馬賽商學院 (KEDGE) 碩士 1+1.5 學位學程

▪ 法國諾歐商學院 (NEOMA) 學士2+2 雙聯學程 (GBBA)

▪ 法國諾歐商學院 (NEOMA) 學士+碩士 4+1.5 雙聯學程 (MSc)

▪ 法國諾歐商學院 (NEOMA) 學士+碩士 3 or 4 +2 雙聯學程 (MIM)

▪ 法國諾歐商學院 (NEOMA) 碩士1+1.5 雙聯學程

▪ 法國諾歐商學院 CESEM (NEOMA) 學士 2+2 雙聯學程 (限行銷、企管、創經學士班)

▪ 美國紐約州立大學水牛城校區國際創意研究中心(International Center for Studies in Creativity, Buffalo State, The State University of New York)碩士1+1雙聯學位 (限行銷系)

## 管理學院姊妹合作學校
英國曼徹斯特大學

美國安波瑞亞州立大學

美國加州大學河濱分校

美國紐約州立大學 水牛城分校

美國福特漢姆大學

美國芬利大學

法國諾歐商學院

法國諾曼底管理學院

日本一橋大學

日本新潟大學

日本北九州市立大學

中國上海社會科學院

紐約州立大學 韓國分校

挪威克里斯蒂安尼亞大學學院

捷克布拉格經濟大學

越南土龍木大學

泰國法政大學

印度阿巴德科技管理學院

馬來西亞新紀元學院

中國電子科技大學

中國華東師範大學

巴西巴西利亞天主教大學

## 中興法商回顧專區
適逢100週年校慶，國立中興大學2019年8月20日於管理學院及法政學院舉辦「中興法商風華再現」回顧專區啟用典禮，並邀請興大校友前司法院長賴英照、司法院秘書長呂太郎、興大前校長黃東熊、臺灣商業聯合總會理事長張平沼等人親臨剪綵。
國立中興大學與國立臺北大學(前身為國立中興大學法商學院)有相當深的歷史淵源，1961至2000年四十年期間兩校為同一家。回顧專區特地設在興大社管大樓一樓迴廊，規劃法商往昔、建築光景、記憶足跡、簡史年表與法政學院/管理學院簡介五大區，以圖文年表，搭配歷史照片方式，呈現中興法商之沿革與興大法政、管理二院的發展。

## 出版學刊及台灣財務工程學會
《台灣管理學刊》為國立中興大學管理學院與Ainosco Press共同出版之半年刊，於每年二月及八月發行。本刊強調紮根於台灣本土經驗的一般管理學術理論，包括組織、行銷、人資、財務、會計、國企、策略與科技管理等領域，同時鼓勵分析性與抽象層次之理論研究或回顧論文；於實證題材方面則著重傳統台灣學者專長之數量方法，以及具創新性之定性研究。
台灣財務工程學會(FeAT)，設立於台北市，於2003年由前行政院副院長邱正雄、前建經院主委胡正勝院士等人發起，希望可以促進台灣財務金融市場之學術研究及促進金融產業健全發展而設立之非營利組織。現相關指導單位為科技部及教育部，學術論壇之籌辦單位為中興大學財務金融學系。

## 歷任院長
- 洪茂蔚教授：美國西北大學財務金融博士，曾任台灣大學管理學院院長、台灣財務金融協會理事長、金融研訓院董事長，現為台灣大學國際企業管理系教授。首任院長為洪茂蔚教授，是國立中興大學特別向國立臺灣大學國際企業學系借調而來，為期兩年的時間。
- 陸大榮教授：美國耶魯大學化學系博士，曾任中興大學化學系教授、中興大學育成中心主任、科技管理研究所所長、中華民國科技管理學會理事，現已退休。
- 陳厚銘教授：台灣大學商學研究所博士，臺灣大學特聘教授、曾任行政院國發基金管理委員會委員 、經濟部貿易調查委員會委員，現為台灣大學國際企業管理系教授。
- 董崇選教授：英國瑞丁大學高等博士，曾任中興大學學務長、文學院院長、美國康乃爾大學訪問學人，現已退休。
- 何京勝教授：曾於中興大學農經所任教、中興大學行銷系主任等，現已退休。
- 沈玄池教授：德國康斯坦玆大學社會科學博士，曾任中研院研究員、淡江大學歐研所任教、中興大學國際政治研究所任教，現已退休。
- 林丙輝教授：英國曼徹斯特大學博士，曾任台灣科技大學教授兼EMBA執行長、台灣財務工程學會理事長、曾任證期會董事長，現為集保結算所董事長及中興大學財金系特聘教授
- 王精文教授：交通大學管理科學博士，曾任中興大學企管系系主任、EMBA執行長、磐石中心產學研究中心主任，現為中興大學企業管理學系特聘教授。
- 詹永寬教授：中正大學資訊工程博士，中興大學國際產學聯盟顧問、現中興大學資訊管理系榮譽特聘教授。
- 謝焸君教授：美國密西根大學工業工程系博士，曾任中興大學科技管理研究所所長、創新產業經營學士學位學程主任，現任管理學院院長。

## 外部連結
- 國立中興大學 （页面存档备份，存于）